# Айвазашвили, Осана Николаевна
Осана Николаевна Айвазашвили (8 марта 1900, Цинандали, Тифлисская губерния — неизвестно) — советский хозяйственный, государственный и политический деятель.

## Биография
Родилась в 1900 году в селе Цинандали. Член ВКП(б) с 1938 года.
С 1912 года — на хозяйственной, общественной и политической работе. В 1912—1958 гг. — крестьянка, вступила в шелководческое хозяйство, стахановка, звеньевая колхоза имени Чарквиани Кистауровского сельсовета Ахметского района Грузинской ССР, разработчица метода коренного усовершенствования выкормки тутового шелкопряда.
Избиралась депутатом Верховного Совета Грузинской ССР 5-го созыва. Делегат ХVII, XVIII, ХХ съездов КПСС.
Награждена орденом Ленина, 3 другими орденами и медалями.